# Coelichneumon prolixus
Coelichneumon prolixus là một loài tò vò trong họ Ichneumonidae.